# Heine-Park

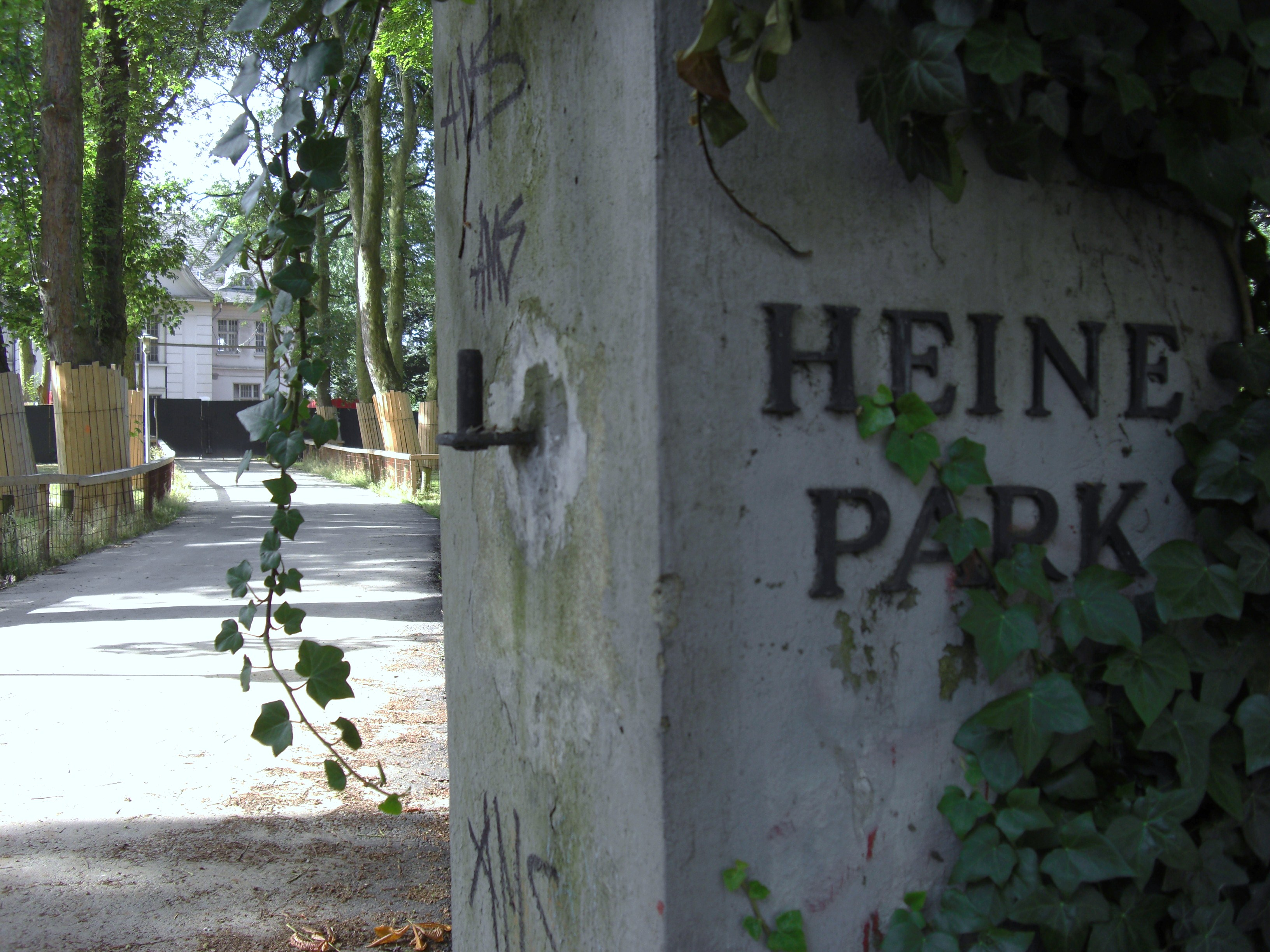
Eingang des Heine-Parks (Elbchaussee) und die zurzeit in Renovierung befindliche Villa des Parks

Der Heine-Park  ist eine Parkanlage im Hamburger Stadtteil Ottensen und liegt am nördlichen Ufer der Elbe. 
Der Park befindet sich im Hamburger Bezirk Altona an der Elbchaussee 31–45 und erhielt seinen Namen durch den Bankier Salomon Heine. Er wurde erst 1984 öffentlich zugänglich. Der Park beherbergt alte Bäume, Rhododendren, Azaleen und andere Sträucher. Eine Fußgängerbrücke führt in den benachbarten Donners Park.

## Geschichte

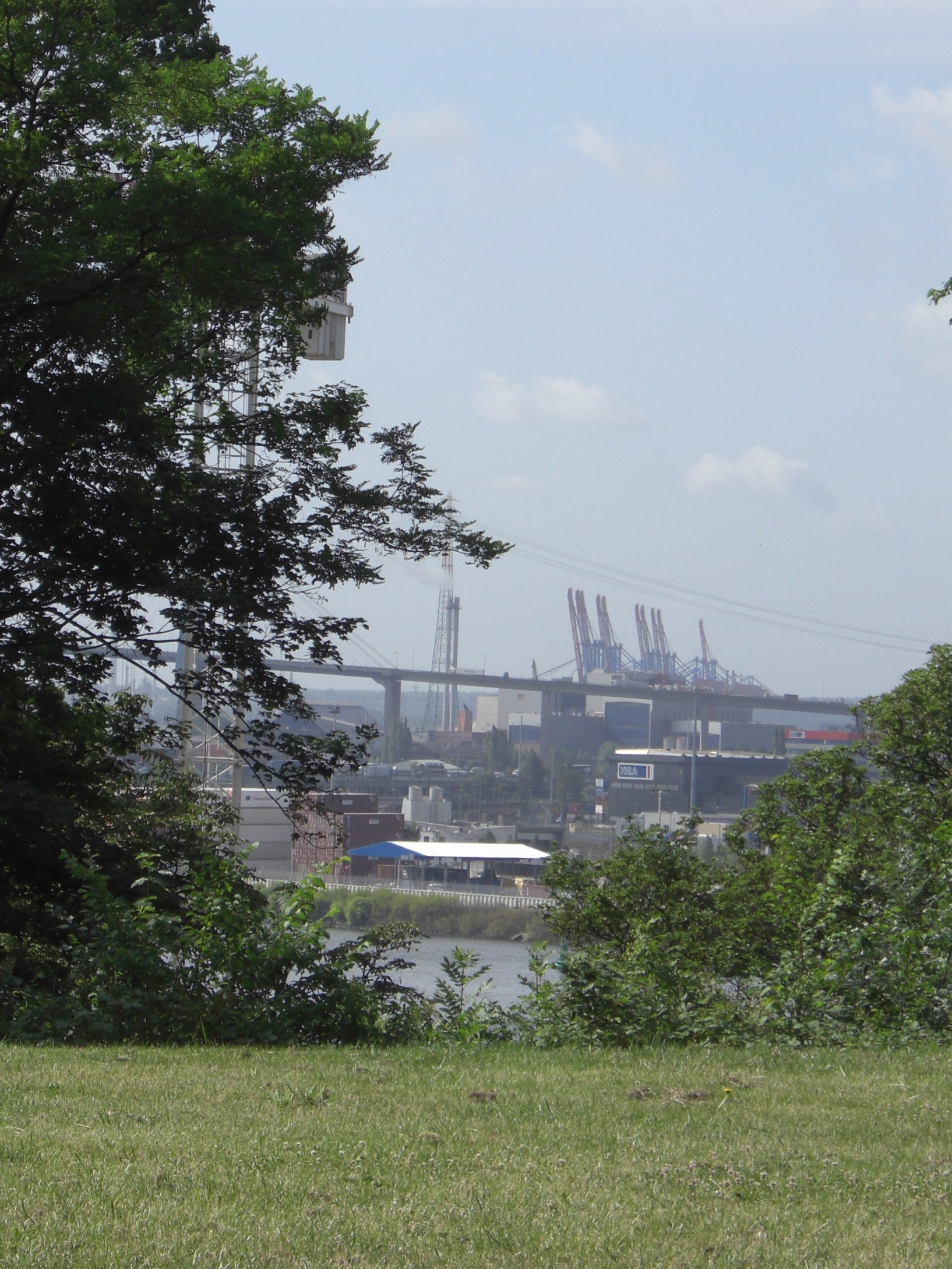
Aussicht vom Heine-Park auf den Hamburger Hafen

Der Park, ein ehemals ausgedehnter Garten, wurde nach englischen Vorbildern im Auftrag von John Blacker angelegt. Anfang der 1790er Jahre ließ er ein zweigeschossiges Wohnhaus errichten. 1808 erwarb der Hamburger Salomon Heine das Grundstück von Blackers Erben. Heine lebte in den folgenden Jahren in den Sommern im Wohnhaus. Er ließ 1832 ein Gärtnerhaus bauen, das 1962 in die Denkmalliste eingetragen wurde. 1903 ging der Besitz an den Kommerzienrat und Mühlenindustriellen Georg Plange über. Er veranlasste 1913 die Errichtung der "Plange'schen Villa" (Elbchaussee 43) für seinen Sohn Carl, der 1914 im Ersten Weltkrieg fiel. In den Jahren 2007 bis 2010 wurde die Villa umfangreich saniert. Heute wird sie vom Business Club Hamburg als Clubhaus genutzt. 
Das Wohnhaus, das Blacker errichtet hatte, ließ eine Erbin von Salomon Heine um 1880 abreißen. 1890/91 wurden über 2000 m² Grundfläche für die Verbreiterung der heutigen Elbchaussee der Erbin enteignet. Die Hamburger Finanzverwaltung kaufte 1939 den gesamten Landsitz mit dem Zweck, das Areal für den Ausbau der Seefahrtsschule zu benutzen. Dadurch veränderte sich der Park erheblich. Das zentrale Landhaus wurde abgerissen und die Seefahrtsschule erweitert. 

Karte von 1889

Das Ensemble „Heine-Park“ wurde wegen seiner Bedeutung als „Dokument der Geschichte der Landhauskultur an der Elbchaussee und als Zeugnis der Bau- und Wohnkultur des frühen 19. und 20. Jahrhunderts sowie aus ortsgeschichtlichen Gründen“ im März 2007 in die Denkmalliste der Stadt Hamburg eingetragen. Das Ensemble (Elbchaussee 31a–43) besteht aus dem Wohngebäude, der 1913 errichteten Villa und dem Heineschen Gärtnerhaus, das heute als Museum und Veranstaltungsraum genutzt wird.
Die Heine-Park-Villa samt Parkanlage wird unter Kostenbeteiligung eines Investors renoviert, der das Areal der ehemaligen Seefahrtsschule bebaut. Die Pläne für die Renovierung sind an die Original-Pläne des Gartenarchitekten Joseph Ramée von Anfang des 19. Jahrhunderts angelehnt.

## Heine-Haus

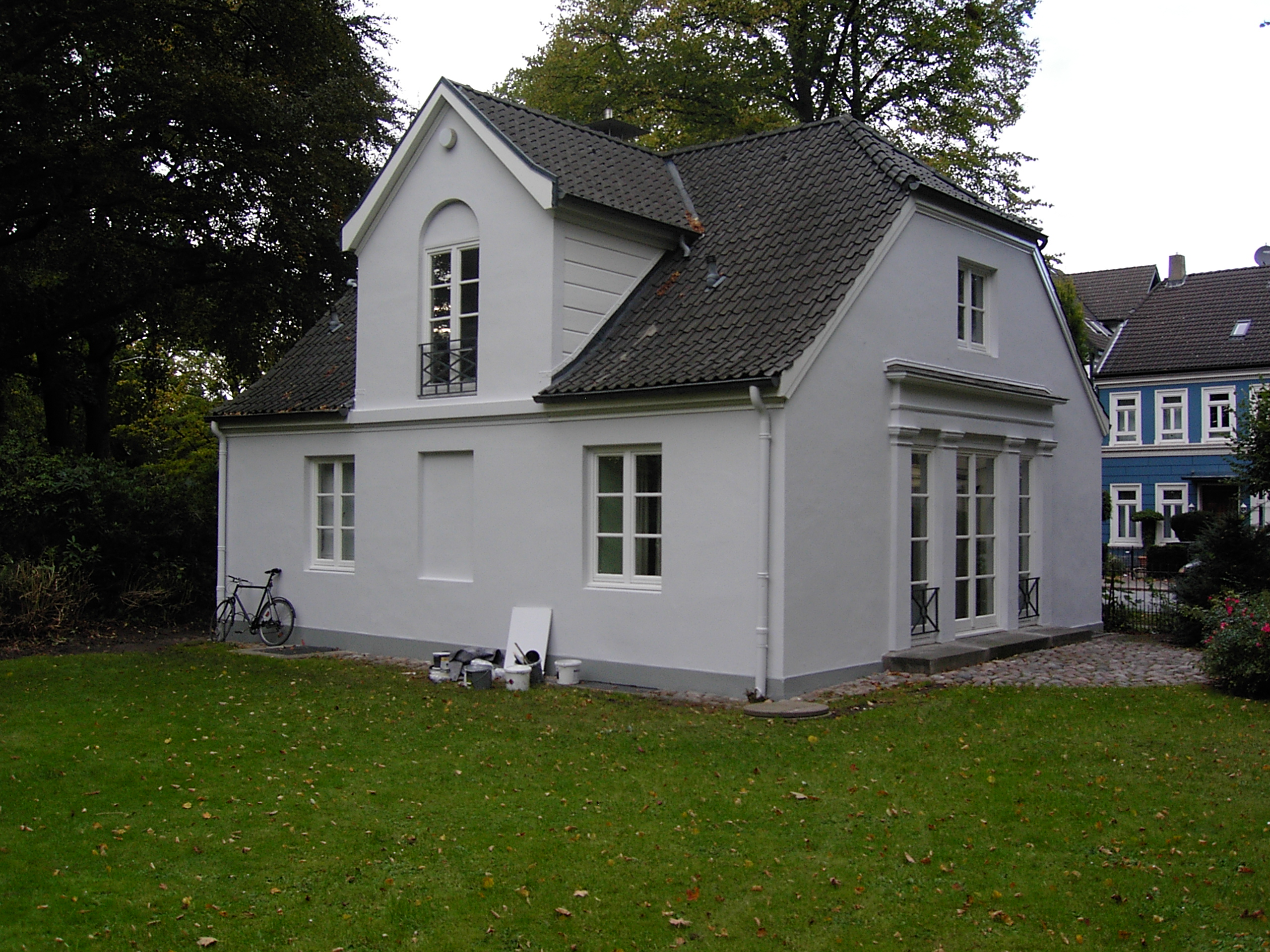
Das Heine-Haus im Oktober 2009

Das 1832 erbaute Gärtnerhaus, heute Heine-Haus genannt, ist ein klassizistischer Putzbau mit pfannengedecktem Satteldach. Es besteht aus einem 34 Quadratmeter großen, ovalen Gartensaal mit Kuppeldecke und Stuckverzierung. Das Gebäude hatte Salomon Heine als Refugium gedient.
1975 gründete sich der Verein Heine-Haus e. V., um das Gebäude instand zu halten. Seitdem führt es den Namen Heine-Haus und beherbergt eine Galerie mit Erinnerungsraum. Der Verein führt Ausstellungen sowie umfangreiche Vortragsreihen durch, die sich hauptsächlich aus jüdischen, literarischen, musikalischen und topographischen Themen zusammensetzen.
Das Heine-Haus gehört seit dem 1. Januar 2001 als Außenstelle zum Altonaer Museum. Im Jahr 2009 wurde es aufgenommen in das Programm Orte jüdischen Lebens und jüdischer Geschichte in Hamburg.